# تيم بيري (لاعب اتحاد الرغبي)
تيم بيري (بالإنجليزية: Tim Perry)‏ هو لاعب اتحاد الرغبي نيوزيلندي، ولد في 1 أغسطس 1988 في أشبورتون ‏ في نيوزيلندا.

## وصلات خارجية
- تيم بيري عل موقع إسبنسكروم (الإنجليزية)
- تيم بيري على موقع ItsRugby.co.uk (الإنجليزية)